# Ázsió
Az ázsió, felár, felpénz vagy prémium (franciául agio, olaszul aggio) valamely fizetőeszköz vagy értékpapír árának névérték feletti része a névérték százalékában. Az ázsió ellentéte a diszázsió, ami a névérték alatti ár százalékos eltérését jelenti.

## Bankjegyek ázsiója
Az ázsión régen a rögzített árfolyamú pénznemek átváltásakor fizetett felárat értették. Az aranystandard idején a pénzek átváltási árfolyamának alapját a pénzek elméleti színaranytartalma jelentette. Például 1900-ban Magyarországon 1 kilogramm színaranyból 3280 koronát vertek, míg Japánban 1333 1/3 jent, ez azt jelenti, hogy 100 korona 40,65 jennel volt egyenértékű. Ezt az árfolyamot azonban befolyásolta a két ország külkereskedelmi mérlege. Amennyiben Japánnak kereskedelmi deficitje keletkezett Magyarországgal szemben, akkor Japánból pénzt kellett küldeni a kötelezettségek kifizetésére. Mivel azonban a pénz fizikai szállításának költségei vannak, bankjegyek kibocsátásával ez jelentősen csökkenthető. A papírpénzek forgalma tehát sokkal egyszerűbb, de a kényelemért felárat kell fizetni, vagyis a bankjegyeknek valamekkora ázsiója alakul ki az érmékkel szemben. Ez részben ma is tapasztalható, hiszen érméket többnyire nem, vagy a bankjegyekénél sokkal rosszabb árfolyamon lehet váltani.

## Kopott érmék diszázsiója
Más értelemben véve, ha egy kibocsátáskor 6,78 gramm tömegű húszkoronás a forgalomban oly mértékben megkopott, hogy a tömege már csak 6,44 gramm volt, akkor azt ugyan a Monarchiában a közforgalomban névértékben el kellett fogadni, azonban külföldön csak színaranytartalmának megfelelően, azaz 19 korona értékben, tehát 5% diszázsióval. Megjegyzendő, hogy a bécsi és a körmöcbányai pénzverde a névérték megtérítése mellett az ilyen érméket bevonta, anyagát új érmék veréséhez használva fel, hogy ily módon elkerülje a diszázsiót és a forgalomképesség velejáró romlását. A veszteséget többek között a verdedíjból fedezte. Ha az érme nem a rendes forgalom során, hanem szándékos rongálás (lásd körülnyírás) miatt vesztett a tömegéből, akkor a Monarchia pénzverdéi is csak a nemesfémértéket térítették meg bevonáskor.

## Értékpapírok ázsiója
Ma is használatos a fogalom: ha például egy 10 000 forint névértékű kötvényt 11 000 forintért el lehet adni, akkor annak 10%-os ázsiója van, ha viszont egy 5000 forintos kárpótlási jegy piaci értéke csak 4000 forint, akkor annak 20%-os a diszázsiója.